# 2008年カタール・エクソンモービル・オープン
2008年カタール・エクソンモービル・オープン (2008 Qatar ExxonMobil Open)は、2007年12月31日から1月5日にかけてカタール・ドーハのハリファ国際テニス競技場 にて開催されたATPツアーインターナショナル・シリーズ大会である。

## 優勝

### シングルス
アンディ・マレー def.  スタニスラス・ワウリンカ, 6–4, 4–6, 6–2

### ダブルス
フィリップ・コールシュライバー /  ダビド・スコッチ def.  ジェフ・クッツェー /  ウェスリー・ムーディ, 6–4, 4–6, [11–9]